# Cécile Nowak
Cécile Nowak (Valenciennes, 22 aprile 1967) è un'ex judoka francese.

## Palmarès
Olimpiadi
- 1 medaglia:
  - 1 oro (48 kg a Barcellona 1992)

Mondiali
- 3 medaglie:
  - 1 oro (48 kg a Barcellona 1991)
  - 2 bronzi (48 kg a Belgrado 1989; 52 kg a Hamilton 1993)